# Championnat de Chypre de football 1988-1989
Navigation
Saison précédente Saison suivante
La saison 1988-1989 du Championnat de Chypre de football était la 51e édition officielle du championnat de première division à Chypre. Les quinze meilleurs clubs du pays se retrouvent au sein d'une poule unique, la Cypriot First Division, où ils s'affrontent 2 fois, à domicile et à l'extérieur. En fin de saison, pour permettre le passage du championnat de 16 à 14 clubs sur 2 ans, les 3 derniers du classement sont relégués et remplacés par les 2 meilleurs clubs de D2.
L'Omonia Nicosie remporte un nouveau titre de champion en terminant en tête du championnat, 3 points devant l'Apollon Limassol et 9 points devant l'APOEL Nicosie. C'est le 16e titre de champion de l'histoire du club. Le tenant du titre, le Pezoporikos Larnaca ne termine qu'à la 7e place à 15 points de l'Omonia.

## Les 15 clubs participants
| - AEL Limassol - APOP Paphos - EPA Larnaca - Nea Salamina Famagouste - Omonia Nicosie - APOEL Nicosie - Olympiakos Nicosie - Omonia Aradippou - Promu de D2 | - Pezoporikos Larnaca - Anorthosis Famagouste - Aris Limassol - Apollon Limassol - EN Paralimni - Keravnos Strovolos - Promu de D2 - Ethnikos Achna |

## Compétition

### Classement
Le barème utilisé pour établir le classement est le suivant :
- Victoire : 2 points
- Match nul : 1 point
- Défaite : 0 point

| Rang | Équipe                | Pts | J  | G  | N  | P  | Bp | Bc | Diff |
| ---- | --------------------- | --- | -- | -- | -- | -- | -- | -- | ---- |
| 1    | Omonia Nicosie        | 43  | 28 | 17 | 9  | 2  | 60 | 22 | +38  |
| 2    | Apollon Limassol      | 40  | 28 | 15 | 10 | 3  | 61 | 26 | +35  |
| 3    | APOEL Nicosie         | 34  | 28 | 15 | 4  | 9  | 48 | 38 | +10  |
| 4    | Nea Salamina          | 33  | 28 | 11 | 11 | 6  | 51 | 35 | +16  |
| 5    | AEL Limassol C        | 30  | 28 | 10 | 10 | 8  | 50 | 40 | +10  |
| 6    | Anorthosis Famagouste | 30  | 28 | 10 | 10 | 8  | 31 | 31 | 0    |
| 7    | Pezoporikos Larnaca T | 28  | 28 | 7  | 14 | 7  | 35 | 34 | +1   |
| 8    | APOP Paphos           | 28  | 28 | 9  | 10 | 9  | 36 | 40 | -4   |
| 9    | Olympiakos Nicosie    | 27  | 28 | 7  | 13 | 8  | 43 | 42 | +1   |
| 10   | Ethnikos Achna        | 27  | 28 | 10 | 7  | 11 | 34 | 43 | -9   |
| 11   | EN Paralimni          | 27  | 28 | 7  | 13 | 8  | 35 | 47 | -12  |
| 12   | Aris Limassol         | 26  | 28 | 8  | 10 | 10 | 42 | 39 | +3   |
| 13   | EPA Larnaca           | 21  | 28 | 6  | 9  | 13 | 32 | 41 | -9   |
| 14   | Keravnos Strovolos P  | 21  | 28 | 6  | 9  | 13 | 27 | 39 | -12  |
| 15   | Omonia Aradippou P    | 5   | 28 | 1  | 3  | 24 | 13 | 81 | -68  |

|  | Qualification pour la Coupe des clubs champions 1989-1990                              |
|  | Qualification pour la Coupe des Coupes 1989-1990                                       |
|  | Qualification pour la Coupe UEFA 1989-1990                                             |
|  | Relégation directe en deuxième division                                                |
|  | T : Tenant du titre C : Vainqueur de la Coupe de Chypre P : Promu de deuxième division |

## Bilan de la saison
| Championnat de Chypre de football 1988-1989 |                                                 |
| Champion                                    | Omonia Nicosie (16e titre)                      |
| Coupes et trophées                          |                                                 |
| Vainqueur de la Coupe de Chypre 1988-1989   | AEL Limassol                                    |
| Qualifications continentales                |                                                 |
| Coupe des clubs champions 1989-1990         | Omonia Nicosie                                  |
| Coupe des Coupes 1989-1990                  | AEL Limassol                                    |
| Coupe UEFA 1989-1990                        | Apollon Limassol                                |
| Promotions et relégations                   |                                                 |
| Promus en Cypriot First Division            | Evagoras Paphos Alki Larnaca                    |
| Relégués en Cypriot Second Division         | EPA Larnaca Keravnos Strovolos Omonia Aradippou |